# Strażnicy Galaktyki vol. 2
Strażnicy Galaktyki vol. 2 (oryg. Guardians of the Galaxy Vol. 2) – amerykański fantastycznonaukowy film akcji z 2017 roku na podstawie serii komiksów o grupie superbohaterów o tej samej nazwie wydawnictwa Marvel Comics. Za reżyserię i scenariusz odpowiadał James Gunn. W rolach głównych wystąpili: Chris Pratt, Zoe Saldaña, Dave Bautista, Vin Diesel, Bradley Cooper, Michael Rooker, Karen Gillan, Pom Klementieff, Elizabeth Debicki, Chris Sullivan, Sean Gunn, Sylvester Stallone i Kurt Russell.
Dwa miesiące po wydarzeniach z pierwszej części, Strażnicy Galaktyki podróżują po kosmosie i walczą o utrzymanie swojej nowo-powstałej rodziny oraz pomagają Peterowi Quillowi dowiedzieć się prawdy o jego pochodzeniu.
Strażnicy Galaktyki vol. 2 wchodzą w skład III Fazy Filmowego Uniwersum Marvela. Jest to piętnasty film należący do tej franczyzy, który tworzy jej pierwszy rozdział zatytułowany Saga Nieskończoności. Jest zarazem kontynuacją filmu Strażnicy Galaktyki z 2014 roku. W 2022 roku zadebiutowały na Disney+ seria krótkometrażówek Ja jestem Groot i film krótkometrażowy Strażnicy Galaktyki: Coraz bliżej święta. Trzecia część, Strażnicy Galaktyki vol. 3, pojawiła się w 2023 roku.
Światowa premiera odbyła się 10 kwietnia 2017 roku w Tokio. W Polsce zadebiutował on 5 maja tego samego roku. Przy budżecie 200 milionów dolarów, Strażnicy Galaktyki vol. 2 zarobili ponad 860 milionów dolarów i otrzymali pozytywne oceny od krytyków.

## Streszczenie fabuły
W 2014 roku, po pokonaniu Ronana, Peter Quill, Gamora, Drax, Rocket i Baby Groot stali się rozpoznawalni jako Strażnicy Galaktyki. Ayesha, przywódczyni rasy Suwerennych, prosi Strażników o pomoc w ochronie cennych baterii przed międzywymiarowym potworem. W zamian za pomoc wydaje im przyłapaną na kradzieży baterii siostrę Gamory, Nebulę, którą Strażnicy planują oddać w ręce sprawiedliwości w zamian za nagrodę. Kiedy Rocket zabiera kilka baterii dla siebie, Strażnicy zostają zaatakowani przez flotę dronów należących do Suwerennych. Drony zostają zniszczone przez tajemniczą osobę, a Strażnicy są zmuszeni lądować na pobliskiej planecie. Tajemniczą osobą okazuje się być ojciec Quilla, Ego, który zaprasza syna, Gamorę i Draxa na swoją planetę. W tym samym czasie Rocket i Baby Groot pozostają na planecie, aby naprawić statek i przypilnować Nebuli.
Ayesha zatrudnia Yondu i jego załogę, aby złapali Strażników. Udaje im się schwytać Rocketa, ale Yondu waha się, czy zwrócić się przeciwko Quillowi, którego wychował. Z pomocą Nebuli jego porucznik Taserface doprowadza do buntu. Taserface zamyka Rocketa i Yondu na pokładzie statku i zabija członków załogi lojalnych wobec Yondu, natomiast Nebula opuszcza statek, aby wyśledzić i zabić Gamorę, którą obwinia za wszystkie tortury jakich doświadczyła z rąk ich ojca, Thanosa. Baby Groot i jedyny pozostały przy życiu lojalny wobec Yondu, Kraglin, pomagają wydostać się z celi Yondu i Rocketowi, którzy następnie zabijają buntowników i niszczą statek. Pomimo to Taserface w ostatniej chwili ostrzega Suwerennych.
Ego, który należy do rasy Celestiali o boskich możliwościach, wyjaśnia Quillowi jak przyjął postać ludzką, aby podróżować po wszechświecie i odkryć cel swojego istnienia. Podczas swojej podróży trafił na Ziemię, gdzie zakochał się w matce Quilla, Meredith. Ego zatrudnił Yondu, aby zabrał z Ziemi młodego Quilla po śmierci matki, ale nie został mu on nigdy oddany, a Ego szukał go przez cały czas. Uczy on Quilla manipulacji mocą, której źródło znajduje się we wnętrzu planety. Nebula dociera na planetę i stara się zabić Gamorę. Gdy znajdują na planecie szczątki różnych istot zawiązują jednak sojusz. Ego wyjawia Quillowi, że w swoich podróżach zasadził sadzonki na tysiącach planet, które mogą terraformować w jego przedłużenie. Jednak może je aktywować tylko mocą dwóch Celestialów. W tym celu Ego podczas swoich podróży zapłodnił wiele kobiet i zatrudnił Yondu, aby zabierał od nich jego dzieci. Kiedy okazywało się, że nie posiadają one mocy, zabijał je. Pod wpływem Ego, Quill pomaga mu aktywować sadzonki, które zaczynają konsumować planety, jednak Quill zaczyna walczyć z ojcem, kiedy dowiaduje się, że Ego sam spowodował śmierć Meredith sądząc, że miłość do niej by go rozpraszała.

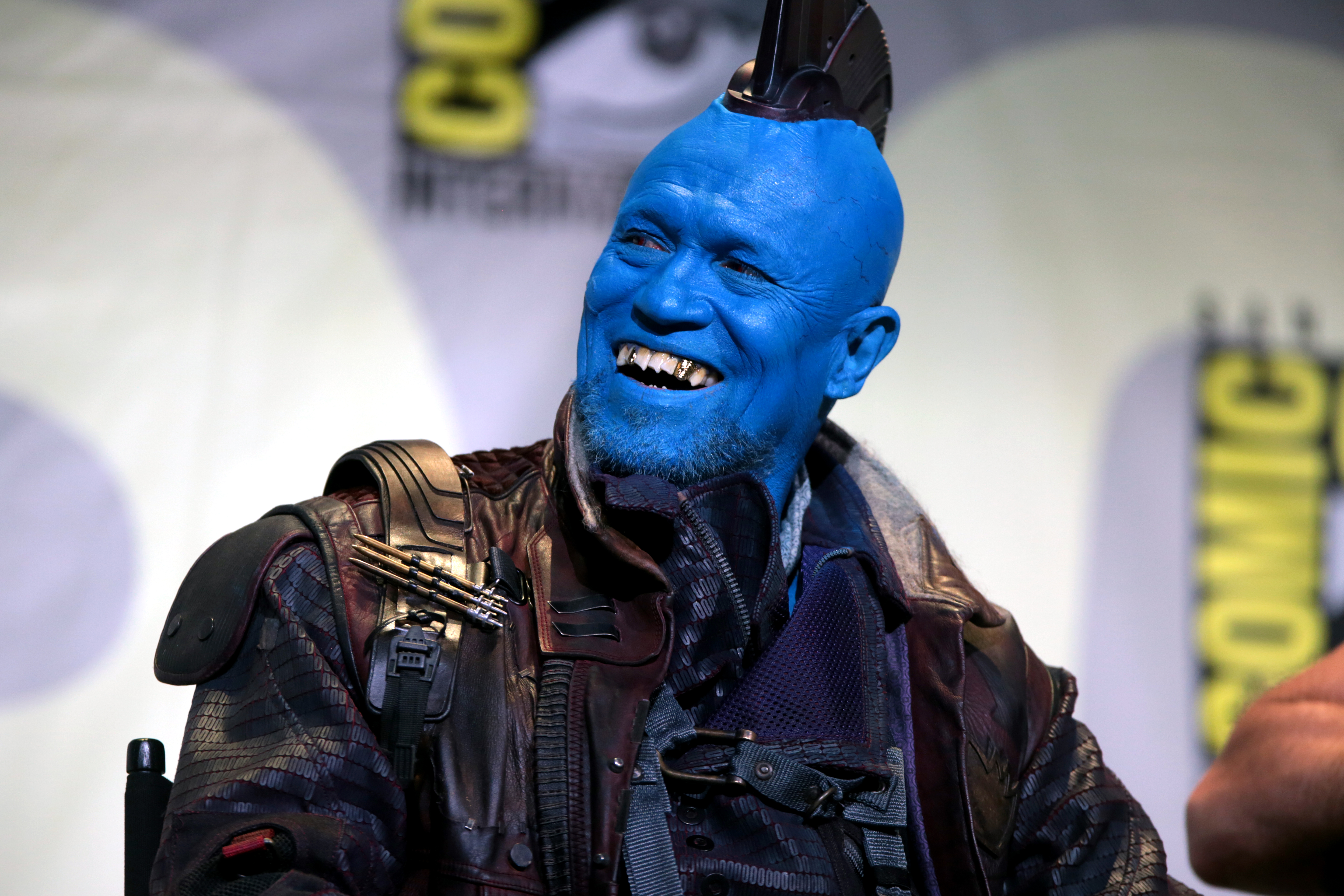
Michael Rooker w charakteryzacji Yondu podczas San Diego Comic-Conu 2016

Mantis, służąca Ego, zaprzyjaźnia się z Draxem i ostrzega go przed planem Ego. Wkrótce dowiadują się o nim Gamora i Nebula, a na planetę przybywają także Rocket, Yondu i Baby Groot. Strażnicy dostają się do wnętrza planety w poszukiwaniu mózgu Ego, aby podłożyć tam bombę. Zadanie utrudniają im drony Suwerennych, które przyleciały w poszukiwaniu Strażników. W tym czasie Quill walczy z ojcem za pomocą nowo odkrytych mocy, a pozostali uciekają z planety. Po eksplozji bomby, która zabija Ego i niszczy planetę, Yondu poświęca się i za cenę swojego życia ratuje Quilla, który uświadamia sobie, że powodem, dla którego Yondu nie oddał go Ego było oszczędzenie go przed losem innych jego dzieci. Nebula godzi się z Gamorą, ale planuje opuścić Strażników, aby zabić Thanosa. Strażnicy uczestniczą w pogrzebie Yondu, na który przybyło kilkadziesiąt statków Ravengers uznając poświęcenie Yondu i akceptując go ponownie jako jednego z nich.
W serii scen między napisami i po napisach Kraglin uczy się posługiwać strzałą Yondu; lider Ravengers, Stakar Ogord, ponownie rozpoczyna współpracę z byłymi kolegami z drużyny; Groot zaczyna rosnąć wykazując typowe nastoletnie zachowania i pyskuje Quillowi; Ayesha tworzy nową istotę, dzięki której zamierza pokonać Strażników i nazywa ją Adam; grupa Obserwatorów odchodzi, nie będąc zainteresowana dalszą opowieścią informatora opowiadającego o swoich doświadczeniach na Ziemi.

## Obsada
| Polski dubbing |
| • Paweł Małaszyński jako Peter Quill / Star-Lord • Paulina Holtz jako Gamora • Artur Dziurman jako Drax • Robert Jarociński jako Baby Groot • Jacek Braciak jako Rocket • Paweł Wawrzecki jako Yondu Udonta • Julia Kijowska jako Nebula • Aleksandra Radwan jako Mantis • Magdalena Popławska jako Ayesha • Jakub Wieczorek jako Taserface • Sławomir Pacek jako Kraglin Obfonteri • Sławomir Orzechowski jako Stakar Ogord • Jerzy Kryszak jako Ego |

- Chris Pratt jako Peter Quill / Star-Lord, pół człowiek, pół Celestial, który jako dziecko został zabrany z Ziemi i wychowany przez grupę kosmicznych złodziei i przemytników o nazwie Ravagers dowodzonych przez Yondu Udontę. Jest liderem Strażników Galaktyki[6][7]. Quilla jako dziecko zagrał Wyatt Oleff[8].
- Zoe Saldaña jako Gamora, członek Strażników Galaktyki; została wyszkolona przez Thanosa na zabójcę, lecz szuka odkupienia za swoje czyny[7].
- Dave Bautista jako Drax, członek Strażników Galaktyki, wojownik szukający zemsty na Thanosie, który zamordował jego rodzinę[7].
- Vin Diesel jako Baby Groot, członek Strażników Galaktyki, humanoidalne drzewo w postaci młodej „sadzonki” będące towarzyszem Rocketa[7].
- Bradley Cooper jako Rocket, członek Strażników Galaktyki, genetycznie zmodyfikowany szop, który biegle posługuje się bronią palną[7]. Sean Gunn zagrał postać na planie za pomocą techniki motion-capture[9].
- Michael Rooker jako Yondu Udonta, przyjęty do Strażników Galaktyki, były dowódca Ravagers[7].
- Karen Gillan jako Nebula, adoptowana córka Thanosa, wychowywana wspólnie z Gamorą[7].
- Pom Klementieff jako Mantis, przyjęta do Strażników Galaktyki istota, która posiada zdolność empatii. Była wychowywana przez Ego[10].
- Elizabeth Debicki jako Ayesha, kapłanka i przywódczyni Suwerennych, która zabiega o pomoc Strażników[3][11].
- Chris Sullivan jako Taserface, przywódca zbuntowanej grupy Ravagers[3][11].
- Sean Gunn jako Kraglin Obfonteri, członek Ravagers, był pierwszym oficerem Yondu Udonty. Początkowo staje po stronie zbuntowanej grupy, później dołącza do Strażników Galaktyki[7].
- Sylvester Stallone jako Stakar Ogord, członek pierwszych Ravagers, który wygnał za zdradę Yondu Udontę[12].
- Kurt Russell jako Ego, starożytna istota kosmiczna należąca do rasy Celestial; planeta, która jest ojcem Petera Quilla i wychowała Mantis[3][11]. W młodszą wersję powłoki cielesnej Ego, która spotykała się z Meredith Quill wcielił się Aaron Schwartz[13].

Swoje role z pierwszej części powtórzyli: Laura Haddock jako Meredith Quill, matka Petera Quilla oraz Gregg Henry jako jego dziadek.
Członków Ravagers zagrali: Steve Agee jako Gef the Ravager, Stephen Blackehart jako Brahl, Jimmy Urine jako Half-Nut, Terrence Rosemore jako Narblik, Joe Fria jako Oblo, Evan Jones jako Wretch, Tommy Flanagan jako Tullk i Mike Escamilla jako Scrote. Grupę, której przewodniczy Stakar, tworzyli: Ving Rhames jako Charlie-27, Michelle Yeoh jako Aleta Ogord i Michael Rosenbaum jako Martinex T’Naga oraz stworzone komputerowo postacie: Krugarr i Mainframe. W komiksach tworzyli oni pierwszy skład Strażników. Głosu Mainframe w roli cameo użyczyła Miley Cyrus.
W rolach cameo pojawili się: Stan Lee, twórca komiksów Marvel Comics, jako astronauta rozmawiający z Obserwatorami, Rob Zombie jako głos jednego z Ravengers, Seth Green jako głos Kaczora Howarda, antropomorficznej kaczki oraz David Hasselhoff jako jedno z ciał Ego, oraz podczas napisów końcowych rapując piosenkę o fabule filmu. W trakcie napisów pojawiają się również Jeff Goldblum jako Arcymistrz, który zagrał w Thor: Ragnarok i pies Fred jako Cosmo.

## Produkcja

### Rozwój projektu

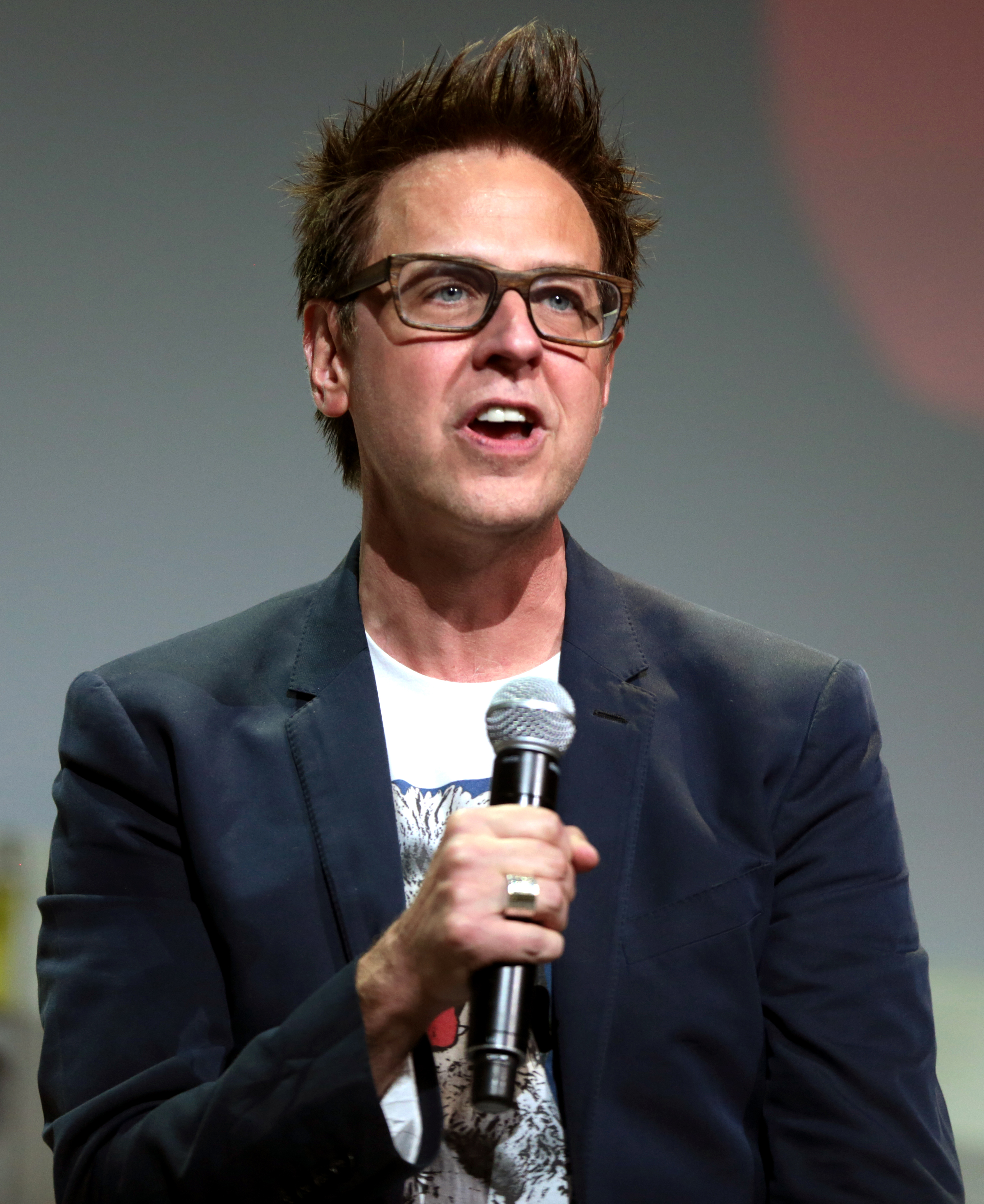
James Gunn, reżyser i scenarzysta filmu

W lipcu 2014 roku podczas San Diego Comic-Conu James Gunn oraz filmowy Star-Lord, Chris Pratt, ogłosili, że amerykańska premiera kontynuacji Strażników Galaktyki odbędzie się 28 lipca 2017 roku. Poinformowano wtedy, że Gunn powróci na stanowisko reżysera i napisze scenariusz. Podczas MarvelEvent, które odbyło się 28 października, gdzie przedstawiono skład filmów III Fazy Filmowego Uniwersum Marvela, premierę przesunięto na 5 maja tego samego roku.
W lutym 2015 roku James Gunn poinformował, że przedstawi scenariusz wytwórni w ciągu najbliższych kilku tygodni. Reżyser ujawnił również, że historia filmu nie jest oparta na żadnym komiksie i że jest to jego autorski pomysł, na który wpadł, pracując nad pierwszą częścią. W czerwcu ujawniono, że film będzie zatytułowany Guardians of the Galaxy Vol. 2. W listopadzie 2016 roku poinformowano, że prawa do postaci Ego posiada 20th Century Fox oraz że studia porozumiały się w sprawie wykorzystania tej postaci w zamian za możliwość zmiany zdolności mutantki Negasonic Teenage Warhead w filmie Deadpool przez studio Fox.

### Casting
W sierpniu 2014 roku poinformowano, że Chris Pratt powtórzy rolę Petera Quilla. W listopadzie poinformowano, że powrócą: Dave Bautista jako Drax, Zoe Saldaña jako Gamora, Karen Gillan jako Nebula, Sean Gunn jako Kraglin, Michael Rooker jako Yondu oraz Bradley Cooper i Vin Diesel jako głosy Rocketa i Groota. Diesel, który w pierwszej części podłożył głos Groota w 6 wersjach językowych, w drugiej użyczył go w 16 językach. W październiku 2015 roku do obsady dołączyła Pom Klementieff jako Mantis. W grudniu poinformowano, że rozpoczęto rozmowy z Johnem C. Reillym dotyczące powtórzenia roli Rhomanna Deya oraz negocjacje z Kurtem Russellem dotyczące roli ojca Quilla.
W styczniu 2016 roku, po śmierci Davida Bowiego, James Gunn wyjawił, że rozmawiał z muzykiem na temat jego cameo w filmie. W lutym do obsady dołączyli Elizabeth Debicki, Chris Sullivan, Tommy Flanagan, Steve Agee i Sylvester Stallone oraz potwierdzono udział Russella. W kwietniu 2016 roku Gunn poinformował, że Reilly i Benicio del Toro nie powrócą w drugiej części. W lipcu do obsady dołączyli Stephen Blackehart jako Brahl, Jimmy Urine jako Half-Nut, Terrence Rosemore jako Narblik, Joe Fria jako Oblo, Evan Jones jako Wretch i Mike Escamilla jako Scrote. W kwietniu 2017 roku Gunn wyjawił, że w roli cameo miał pojawić się Nathan Fillion jako Simon Williams, ale zdecydowano się wyciąć tę scenę z filmu.

### Zdjęcia i postprodukcja
Zdjęcia do filmu rozpoczęły się 11 lutego 2016 roku w Pinewood Studios w Atlancie, pod tytułem roboczym Level Up. Część zdjęć była również realizowana w Cartersville w Georgii, Portland w Oregonie i St. Charles w Missouri. Prace na planie zakończyły się 16 czerwca. Był to pierwszy film pełnometrażowy realizowany kamerami w rozdzielczości 8K. Za zdjęcia odpowiadał Henry Braham, scenografią zajął się Scott Chambliss, a kostiumy zaprojektowała Judianna Makovsky.
Dodatkowe zdjęcia zrealizowano w listopadzie. Montażem zajęli się Fred Raskin i Craig Wood. Efekty specjalne przygotowały studia: Framestore, Weta Digital, Trixter, Method Studios, Animal Logic, Scanline VFX, Lola VFX, Cantina Creative, Luma Pictures i The Third Floor, a odpowiadali za nie Chris Townsend i Dan Sudick.
Firma Framestore pracowała nad postaciami Rocketa i Groota, a także stworzyła kosmiczne istoty i statki kosmiczne. Zajęła się również sceną w głównym statku Ravagers, sceną otwierającą film z tańczącym Baby Grootem, sceną kosmicznego pościgu, komnatą Ayeshi i sceną po napisach z nastoletnim Grootem. Taniec Jamesa Gunna posłużył jako punkt odniesienia przy tworzeniu sceny otwierającej film. Trixter przygotowało scenę, w której Rocket zakładał pułapki na Ravagers oraz podróżą w kosmosie Rocketa, Yondu i Kraglina. Weta Digital pracowała nad scenami zniszczenia statku Ravagers oraz walką Quilla z Ego. Studio odpowiadało również za wnętrze planety Ego. Animal Logic i Method Studios stworzyło inne części tej planety. Method Studios przygotowało scenę pogrzebu Yondu. Lola VFX zajęło się efektami odmładzania Kurta Russella i Laury Haddock. Luma Pictures pracowało nad Suwerennymi i ich planetą.

## Muzyka
W czerwcu 2015 roku James Gunn wyjawił, że utwory do Awesome Mix Vol. 2 zostały wybrane i wbudowane w scenariusz filmu. Początkowo w scenariuszu znalazł się utwór Davida Bowiego, który reżyser usunął, ponieważ wówczas Bowie byłby jedynym muzykiem, którego utwory znalazłyby się w obu filmach. Po śmierci artysty reżyser wyraził jednak nadzieję, że uda mu się ją mimo wszystko umieścić w filmie, by go uhonorować. W sierpniu poinformowano, że Tyler Bates został zatrudniony do skomponowania muzyki do filmu. W styczniu 2016 roku Gunn poinformował, że Bates napisał część ścieżki dźwiękowej wcześniej po to, by zdjęcia do filmu mogły odbyć się przy akompaniamencie muzycznym. Nagrania ścieżki dźwiękowej rozpoczęły się w styczniu 2017 roku w Abbey Road Studios w Londynie. Album z muzyką Batesa, Guardians of the Galaxy Vol. 2 Original Score i Guardians of the Galaxy: Awesome Mix Vol. 2 Original Motion Picture Soundtrack, zostały wydane równocześnie 21 kwietnia 2017 roku przez Hollywood Records.
6 sierpnia wydany został teledysk do utworu „Guardians Inferno” wykonywanego przez Davida Hasselhoffa. Wideoklip, w reżyserii Davida Yarovesky’ego, stylizowany był na lata siedemdziesiąte. Wystąpili w nim Hasselhoff, James Gunn, Chris Pratt, Zoe Saldaña, Dave Bautista, Pom Klementieff, Karen Gillan, Michael Rooker i Sean Gunn oraz Stan Lee i Guillermo Rodriguez.
| Guardians of the Galaxy: Awesome Mix Vol. 2 Original Motion Picture Soundtrack – 2017 | Guardians of the Galaxy: Awesome Mix Vol. 2 Original Motion Picture Soundtrack – 2017 | Guardians of the Galaxy: Awesome Mix Vol. 2 Original Motion Picture Soundtrack – 2017 | Guardians of the Galaxy: Awesome Mix Vol. 2 Original Motion Picture Soundtrack – 2017 |
| Nr                                                                                    | Tytuł utworu                                                                          | Wykonawca                                                                             | Długość                                                                               |
| ------------------------------------------------------------------------------------- | ------------------------------------------------------------------------------------- | ------------------------------------------------------------------------------------- | ------------------------------------------------------------------------------------- |
| 1.                                                                                    | „Mr. Blue Sky”                                                                        | Electric Light Orchestra                                                              | 5:03                                                                                  |
| 2.                                                                                    | „Fox on the Run”                                                                      | Sweet                                                                                 | 3:25                                                                                  |
| 3.                                                                                    | „Lake Shore Drive”                                                                    | Aliotta Haynes Jeremiah                                                               | 3:49                                                                                  |
| 4.                                                                                    | „The Chain”                                                                           | Fleetwood Mac                                                                         | 4:27                                                                                  |
| 5.                                                                                    | „Bring It On Home to Me”                                                              | Sam Cooke                                                                             | 2:43                                                                                  |
| 6.                                                                                    | „Southern Nights”                                                                     | Glen Campbell                                                                         | 2:57                                                                                  |
| 7.                                                                                    | „My Sweet Lord”                                                                       | George Harrison                                                                       | 4:37                                                                                  |
| 8.                                                                                    | „Brandy (You’re a Fine Girl)”                                                         | Looking Glass                                                                         | 3:03                                                                                  |
| 9.                                                                                    | „Come a Little Bit Closer”                                                            | Jay and the Americans                                                                 | 2:46                                                                                  |
| 10.                                                                                   | „Wham Bam Shang-A-Lang”                                                               | Silver                                                                                | 3:32                                                                                  |
| 11.                                                                                   | „Surrender”                                                                           | Cheap Trick                                                                           | 4:14                                                                                  |
| 12.                                                                                   | „Father and Son”                                                                      | Cat Stevens                                                                           | 3:39                                                                                  |
| 13.                                                                                   | „Flash Light”                                                                         | Parliament                                                                            | 4:28                                                                                  |
| 14.                                                                                   | „Guardians Inferno”                                                                   | The Sneepers featuring David Hasselhoff                                               | 3:16                                                                                  |
|                                                                                       |                                                                                       |                                                                                       | 51:59                                                                                 |

| Guardians of the Galaxy Vol. 2 Original Score – 2017 | Guardians of the Galaxy Vol. 2 Original Score – 2017 | Guardians of the Galaxy Vol. 2 Original Score – 2017 | Guardians of the Galaxy Vol. 2 Original Score – 2017 |
| Nr                                                   | Tytuł utworu                                         | Muzyka                                               | Długość                                              |
| ---------------------------------------------------- | ---------------------------------------------------- | ---------------------------------------------------- | ---------------------------------------------------- |
| 1.                                                   | „Showtime a-Holes”                                   | T. Bates                                             | 1:27                                                 |
| 2.                                                   | „vs the Abilisk”                                     | T. Bates                                             | 2:35                                                 |
| 3.                                                   | „The Mantis Touch”                                   | T. Bates                                             | 1:53                                                 |
| 4.                                                   | „Space Chase”                                        | T. Bates                                             | 3:20                                                 |
| 5.                                                   | „Family History”                                     | T. Bates                                             | 3:48                                                 |
| 6.                                                   | „Groot Expectations”                                 | T. Bates                                             | 1:57                                                 |
| 7.                                                   | „Mammalian Bodies”                                   | T. Bates                                             | 1:50                                                 |
| 8.                                                   | „Starhawk”                                           | T. Bates                                             | 1:49                                                 |
| 9.                                                   | „Two-Time-Galaxy Savers”                             | T. Bates                                             | 3:01                                                 |
| 10.                                                  | „I Know Who You Are”                                 | T. Bates                                             | 4:20                                                 |
| 11.                                                  | „Ego”                                                | T. Bates                                             | 2:47                                                 |
| 12.                                                  | „Kraglin and Drax”                                   | T. Bates                                             | 1:34                                                 |
| 13.                                                  | „The Expansion”                                      | T. Bates                                             | 1:05                                                 |
| 14.                                                  | „Mary Poppins and the Rat”                           | T. Bates                                             | 3:07                                                 |
| 15.                                                  | „Gods”                                               | T. Bates                                             | 1:28                                                 |
| 16.                                                  | „Dad”                                                | T. Bates                                             | 2:28                                                 |
| 17.                                                  | „A Total Hasselhoff”                                 | T. Bates                                             | 2:01                                                 |
| 18.                                                  | „Sisters”                                            | T. Bates                                             | 2:05                                                 |
| 19.                                                  | „Guardians of the Frickin Galaxy”                    | T. Bates                                             | 0:59                                                 |
|                                                      |                                                      |                                                      | 43:34                                                |

## Promocja

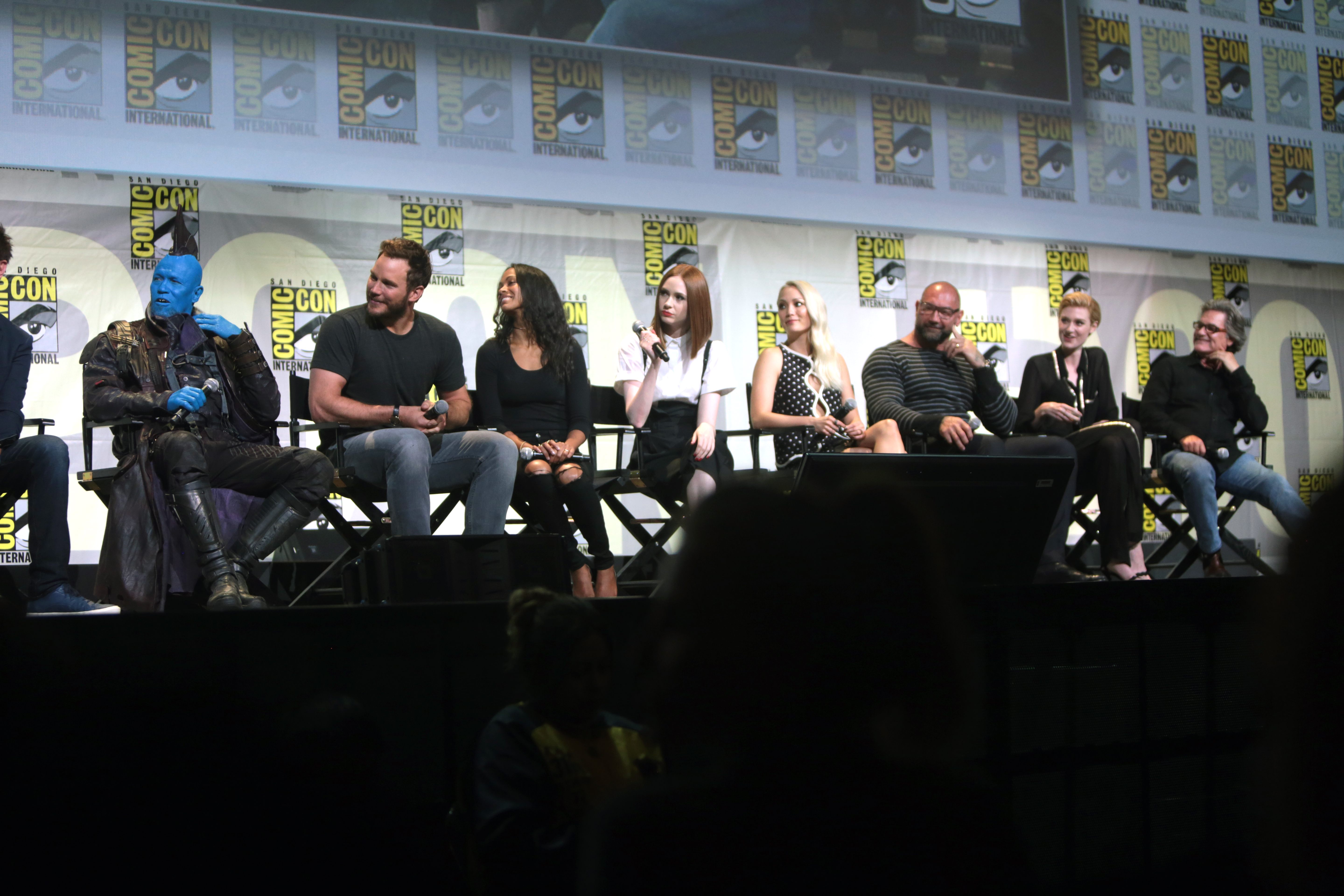
Obsada podczas San Diego Comic-Con 2016

23 lipca 2016 roku James Gunn, Chris Pratt, Zoe Saldaña, Karen Gillan, Dave Bautista, Pom Klementieff, Elizabeth Debicki, Kurt Russell, Michael Rooker i pozostali członkowie obsady pojawili się podczas panelu Marvel Studios na San Diego Comic-Conie, gdzie zaprezentowano fragmenty filmu. Rooker oraz inni aktorzy grający Ravagers wystąpili na konwencie w pełnej charakteryzacji granych przez siebie postaci. 19 października udostępniono teaser filmu. 3 grudnia zaprezentowano publiczności CCXP Brazil pierwszy zwiastun filmu; tego samego dnia pokazany został także w przerwie rozgrywek ACC Championship Game. Zwiastun ten został obejrzany 81 milionów razy w ciągu pierwszych 24 godzin. 5 lutego 2017 roku zaprezentowano spot podczas Super Bowl LI. Ostatni zwiastun pokazano 28 lutego w Jimmy Kimmel Live!. 11 marca Pratt i Saldana pojawili się na ceremonii Kids’ Choice Awards, gdzie pokazano klip promujący film.
Partnerami promocyjnymi filmu byli: Hasbro, Lego, Funko, LB Kids, GEICO, Ford Motor Company, Go-gurt, Hanes, Synchrony Bank, Dairy Queen, M&M’s, Screenvision, Sprint Corporation, Wrigley Company i Doritos. Koszty kampanii marketingowej zostały oszacowane na 80 milionów dolarów.
Komiksy powiązane / Przewodniki
4 stycznia i 1 lutego 2017 roku Marvel Comics wydało dwuzeszytowy komiks Guardians of the Galaxy Vol. 2 Prelude, który jest adaptacją pierwszej części. Za jego scenariusz odpowiadał Will Corona Pilgrim, a za rysunki Chris Allen.
26 grudnia 2017 roku został wydany przewodnik Marvel Cinematic Universe Guidebook: The Good, The Bad, The Guardians, który zawiera fakty dotyczące filmu, porównania do komiksów oraz informacje produkcyjne.

## Wydanie

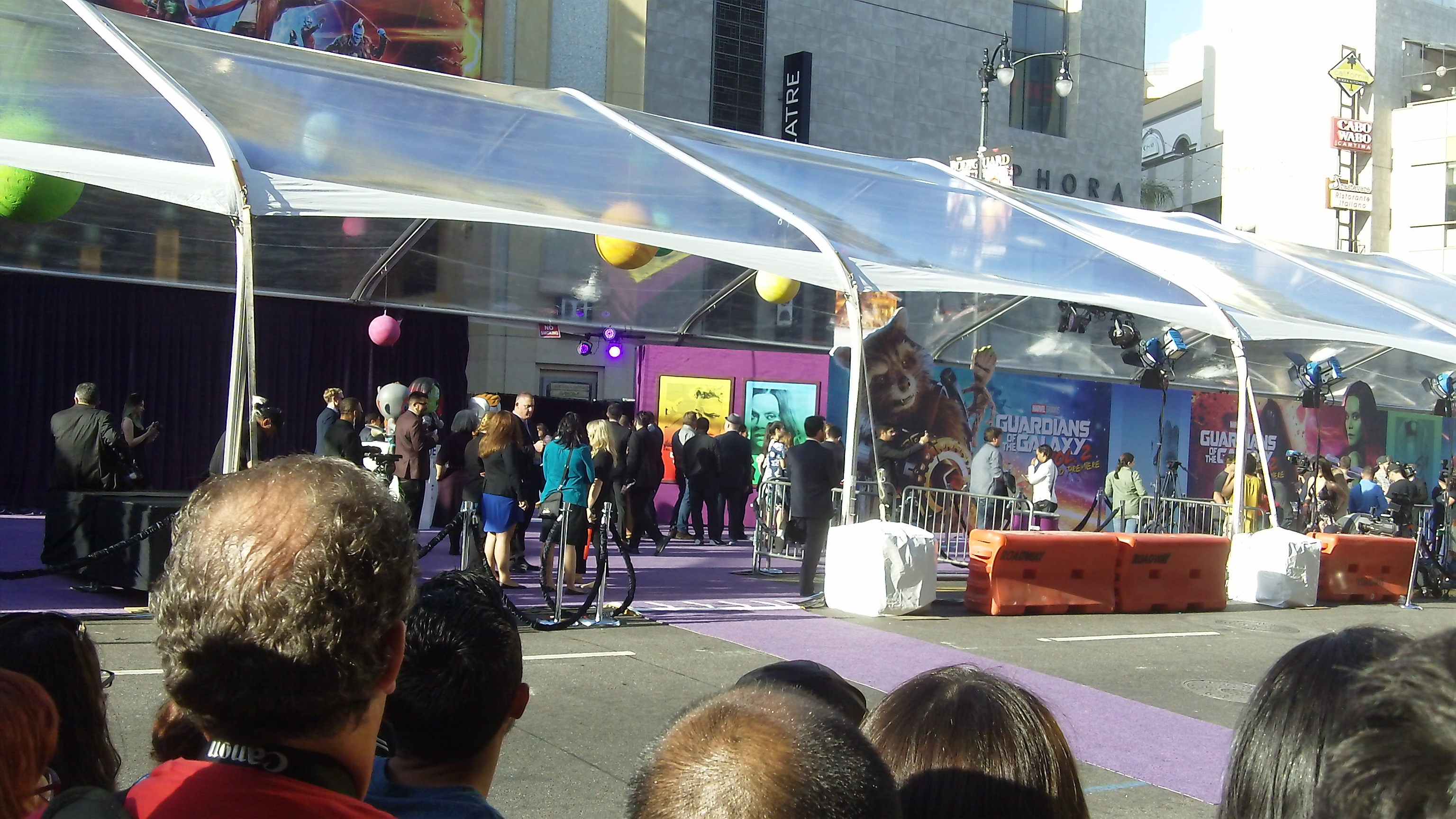
Premiera filmu w Los Angeles

Światowa premiera filmu Strażnicy Galaktyki vol. 2 odbyła się 10 kwietnia 2017 roku w Tokio. Amerykańska premiera filmu miała miejsce 19 kwietnia w Dolby Theatre w Los Angeles, a europejska odbyła się 24 kwietnia w Hammersmith Eventim Apollo w Londynie. W wydarzeniach tych uczestniczyła obsada, ekipa produkcyjna filmu oraz zaproszeni goście specjalni. Premierom tym towarzyszył czerwony dywan oraz szereg konferencji prasowych.
Dla szerszej publiczności film zadebiutował 25 kwietnia w Australii, Nowej Zelandii, Szwajcarii i we Włoszech, 26 kwietnia pojawił się między innymi w Belgii, na Filipinach i we Francji. Od 27 kwietnia dostępny był w Niemczech, Brazylii, Hongkongu, Malezji i Singapurze. 28 kwietnia zadebiutował w Wielkiej Brytanii, Hiszpanii i Meksyku. 3 maja pojawił się w Korei Południowej, a 4 maja w Rosji. W kinach w Stanach Zjednoczonych, Kanadzie, Indiach, Chinach i w Polsce pojawił się 5 maja. Dla publiczności w Japonii dostępny był od 12 maja.
Początkowo amerykańska premiera filmu zaplanowana była na 28 lipca, jednak studio zdecydowało się ją przesunąć na 5 maja.
Film został wydany cyfrowo w Stanach Zjednoczonych 8 sierpnia 2017 roku przez Walt Disney Studios Home Entertainment, a 22 sierpnia tego samego roku na nośnikach DVD i Blu-ray. W Polsce został wydany 20 września tego samego roku przez Galapagos.
5 listopada 2018 roku został wydany również w 11-dyskowej wersji kolekcjonerskiej Marvel Cinematic Universe: Phase Three Collection – Part 1, która zawiera 5 filmów rozpoczynających Fazę Trzecią, a 15 listopada następnego roku w specjalnej wersji zawierającej 23 filmy franczyzy tworzące The Infinity Saga.

## Odbiór

### Box office
Film Strażnicy Galaktyki vol. 2, mając budżet wynoszący 200 milionów dolarów, w pierwszym tygodniu wyświetlania zarobił na świecie ponad 106 milionów dolarów. W Stanach Zjednoczonych i Kanadzie zarobił w weekend otwarcia ponad 145 milionów. Łączny przychód z biletów na świecie osiągnął prawie 864 miliony dolarów, z czego w Stanach Zjednoczonych i Kanadzie – prawie 390 milionów.
Do największych rynków należały: Chiny (100,7 miliona), Wielka Brytania (53 miliony), Niemcy (30,2 miliona), Rosja (27,9 miliona), Francja (24,8 miliona), Australia (24,6 miliona), Korea Południowa (20,9 miliona) i Brazylia (20,9 miliona). W Polsce w weekend otwarcia film zarobił ponad 1,2 miliona dolarów, a w sumie ponad 3,2 miliona.

### Krytyka w mediach
Film spotkał się z pozytywną reakcją krytyków. W serwisie Rotten Tomatoes 85% z 416 recenzji uznano za pozytywne, a średnia ocen wystawionych na ich podstawie wyniosła 7,3/10. Na portalu Metacritic średnia ważona ocen z 48 recenzji wyniosła 67 punktów na 100. Natomiast według serwisu CinemaScore, zajmującego się mierzeniem atrakcyjności filmów w Stanach Zjednoczonych, publiczność przyznała mu ocenę A w skali od F do A+.
Owen Gleiberman z „Variety” napisał: „Bogom spektaklu science fiction trzeba oczywiście służyć, a punkt kulminacyjny Vol. 2 jest wygórowany, porywający, wzruszający i po prostu obowiązkowy...”. Peter Travers z „Rolling Stone” stwierdził: „Powrót Star-Lorda i spółki nie jest zaskoczeniem po Vol. 1, ale wciąż jest to lekceważący, kosmicznie zabawny film Marvela”. Richard Roeper z „Chicago Sun-Times” napisał: „Z niecierpliwością czekamy na następną przygodę, mając nadzieję, że Awesome Mix Tape będzie ścieżką dźwiękową do czegoś nieco mądrzejszego, trochę mniej nadętego, trochę bardziej skoncentrowanego”. Sara Stewart z „New York Post” stwierdziła: „Dzięki szałowej kolorystyce, klasycznemu rockowi i dowcipnym kosmicznym rewolwerowcom Guardians of the Galaxy Vol. 2 jest rasowym powrotem do kampowego kina akcji z lat 80. i, podobnie jak oryginał, miłą odskocznią od superpoważnych filmów o superbohaterach. Jeśli jest przepełniony w sposób, w jaki robi to większość sequeli, to przynajmniej jest przepełniony dobrym humorem”. Michael O’Sullivan z „The Washington Post” napisał: „Nowy film jest bardziej ekspansywny, piękniejszy, zabawniejszy, bardziej zwariowany i – to najtrudniejsza sztuczka do wykonania w każdym filmie komiksowym – bardziej wzruszający niż pierwszy film”. Chris Hewitt z „Empire Magazine” uznał, że pomimo iż film nie zaskakuje, „to i tak dostarcza wielu wrażeń i zapewnia solidną dawkę rozrywki”, a wszelkie wady filmu „reżyser maskuje doskonale zbudowanymi postaciami”. Todd McCarthy z „The Hollywood Reporter” stwierdził, że „urok bohaterów nieco ulatuje i nie są oni już tak interesujący, jak za pierwszym razem”. Chris Nashawaty z „Entertainment Weekly” napisał: „Jest mądrzejszy niż większość filmów, ale nie tak inteligentny jak pierwszy. Jest zabawniejszy niż większość filmów, ale nie tak zabawny jak pierwszy. I prawdopodobnie należy do pierwszej ligi filmów Marvela, ale nie prezentuje się tak dobrze jak pierwszy”. Haleigh Foutch z portalu „Collider” stwierdziła: „Wspaniały, trochę szalony i zaskakująco emocjonalny”.
Łukasz Kołakowski z „Movies Room” napisał: „to pozycja, który dostarcza kilotony dobrej zabawy i sprawia, że postacie, które pokochałem 3 lata temu, uwielbiam jeszcze bardziej”. Dawid Muszyński z portalu NaEkranie.pl przyznał ocenę 8 na 10 i stwierdził, że „Strażnicy Galaktyki vol. 2... Nie są może tak dobre jak pierwsza część, ale w sumie chyba nie tego oczekujemy. Większość z nas chce poczuć tamtą magię i to właśnie od Gunna otrzymujemy”. Jakub Demiańczuk z „Dziennika” napisał: „Strażnicy Galaktyki zawiesili poprzeczkę wysoko. James Gunn realizując drugą część nawet nie próbuje jej przeskoczyć. Ale nie musi: Strażnicy... to samograj i śmiało mogą rywalizować o serca fanów z nowymi Gwiezdnymi wojnami czy odświeżonym Star Trekiem”. Łukasz Muszyński z portalu Filmweb stwierdził: „Vol. 2 nie jest może tak równym filmem jak oryginał. Intryga wydaje się tym razem pretekstowa, a w przegadanym środkowym akcie wyraźnie siada tempo. Słabości z nawiązką wynagradza jednak wyśmienity finał, który w równym stopniu zachwyci miłośników wystawnych ekranowych rozrób i melodramatów”. Krzysztof Pielaszek z „IGN Polska” napisał: „Strażnicy Galaktyki vol. 2 są jak paczka wymieszanych słodyczy. Wiele jest w niej żelek, krówek i michałków, ale od czasu do czasu trafi się też lukrecja albo cukierek smakujący jak stary syrop na kaszel. Jeżeli tak jak ja lubicie lukrecję i nie przeszkadzają wam spore ilości anyżu – jest on filmem dla was. Taki, do którego powrócicie jeszcze nie raz, bo da wam on mnóstwo radości. Jeżeli należycie jednak do ludzi bardzo wybrednych, to może on do was nie trafić”.

### Nagrody i nominacje
| Rok  | Ceremonia                                               | Kategoria                                                                       | Nominowani                                                                    | Rezultat  | Przypis         |
| ---- | ------------------------------------------------------- | ------------------------------------------------------------------------------- | ----------------------------------------------------------------------------- | --------- | --------------- |
| 2017 | Teen Choice Awards                                      | Ulubiony film fantasy / fantastycznonaukowy                                     | Strażnicy Galaktyki vol. 2                                                    | Wygrana   | [ 97 ]          |
| 2017 | Teen Choice Awards                                      | Ulubiona aktorka w filmie fantastycznonaukowy / fantasy                         | Zoe Saldaña                                                                   | Wygrana   | [ 97 ]          |
| 2017 | Teen Choice Awards                                      | Ulubiony aktor w filmie fantastycznonaukowy / fantasy                           | Chris Pratt                                                                   | Wygrana   | [ 97 ]          |
| 2017 | Teen Choice Awards                                      | Najlepszy wybuch złości                                                         | Kurt Russell                                                                  | Nominacja | [ 97 ]          |
| 2017 | Teen Choice Awards                                      | Ulubiona postać kradnąca sceny                                                  | Michael Rooker                                                                | Nominacja | [ 97 ]          |
| 2017 | Teen Choice Awards                                      | Ulubiony związek w opinii fanów                                                 | Chris Pratt, Zoe Saldana                                                      | Nominacja | [ 97 ]          |
| 2017 | Golden Trailer Awards                                   | Najlepszy spot telewizyjny dla letniego blockbustera                            | Strażnicy Galaktyki vol. 2, spot „Friends”                                    | Wygrana   | [ 98 ] [ 99 ]   |
| 2017 | Golden Trailer Awards                                   | Najlepszy spot telewizyjny dla letniego blockbustera                            | Strażnicy Galaktyki vol. 2, spot „Who Are You”                                | Nominacja | [ 98 ] [ 99 ]   |
| 2017 | Golden Trailer Awards                                   | Najlepsza muzyka                                                                | Strażnicy Galaktyki vol. 2                                                    | Nominacja | [ 98 ] [ 99 ]   |
| 2017 | Golden Trailer Awards                                   | Najlepszy zwiastun dla letniego blockbustera                                    | Strażnicy Galaktyki vol. 2                                                    | Nominacja | [ 98 ] [ 99 ]   |
| 2017 | Golden Trailer Awards                                   | Najlepszy spot telewizyjny dla filmu fantasy / przygodowego                     | Strażnicy Galaktyki vol. 2                                                    | Nominacja | [ 98 ] [ 99 ]   |
| 2017 | Golden Trailer Awards                                   | Najlepszy oprawa graficzna w spocie telewizyjnym dla filmu                      | Strażnicy Galaktyki vol. 2                                                    | Nominacja | [ 98 ] [ 99 ]   |
| 2017 | Golden Trailer Awards                                   | Najlepszy muzyka w spocie telewizyjnym dla filmu                                | Strażnicy Galaktyki vol. 2                                                    | Nominacja | [ 98 ] [ 99 ]   |
| 2017 | Golden Trailer Awards                                   | Najlepszy międzynarodowy plakat                                                 | Strażnicy Galaktyki vol. 2                                                    | Nominacja | [ 98 ] [ 99 ]   |
| 2017 | Golden Trailer Awards                                   | Najlepszy plakat dla letniego blockbustera                                      | Strażnicy Galaktyki vol. 2                                                    | Nominacja | [ 98 ] [ 99 ]   |
| 2017 | Dragon Awards                                           | Najlepszy film fantastycznonaukowy / fantasy                                    | Strażnicy Galaktyki vol. 2                                                    | Nominacja | [ 100 ]         |
| 2017 | Hollywood Film Awards                                   | Najlepszy dźwięk                                                                | Dave Acord i Addison Teague                                                   | Wygrana   | [ 101 ]         |
| 2017 | Hollywood Music in Media Awards                         | Najlepszy soundtrack                                                            | Strażnicy Galaktyki vol. 2                                                    | Nominacja | [ 102 ]         |
| 2017 | Hollywood Music in Media Awards                         | Najlepsza oryginalna piosenka w filmie Sci-fi, Fantasy, Horror                  | The Sneepers & David Hasselhoff „Guardian’s Inferno”                          | Nominacja | [ 102 ]         |
| 2017 | Hollywood Music in Media Awards                         | Najlepszy kierownik muzyczny w filmie                                           | Dave Jordan                                                                   | Nominacja | [ 102 ]         |
| 2017 | St. Louis Film Critics Association Awards               | Najlepszy soundtrack                                                            | Strażnicy Galaktyki vol. 2                                                    | Nominacja | [ 103 ]         |
| 2017 | Washington D.C. Area Film Critics Association Awards    | Najlepsza gra głosem                                                            | Bradley Cooper                                                                | Nominacja | [ 104 ]         |
| 2017 | Florida Film Critics Circle Awards                      | Najlepsze efekty specjalne                                                      | Strażnicy Galaktyki vol. 2                                                    | Nominacja | [ 105 ]         |
| 2018 | Grammy Awards                                           | Najlepsza kompilacyjna ścieżka muzyczna w formach wizualnych                    | Guardians Of The Galaxy Vol. 2: Awesome Mix Vol. 2                            | Nominacja | [ 106 ]         |
| 2018 | Annie Awards                                            | Najlepsza animacja postaci w filmie aktorskim                                   | Arslan Elver, Liam Russell, Alvise Avati, Alessandro Cuicci                   | Nominacja | [ 107 ]         |
| 2018 | Black Reel Awards                                       | Najlepsza gra głosem                                                            | Vin Diesel                                                                    | Wygrana   | [ 108 ]         |
| 2018 | Amerykańska Gildia Charakteryzatorów i Stylistów fryzur | Najlepszy efekt charakteryzacji w filmie                                        | John Blake, Brian Sipe                                                        | Nominacja | [ 109 ]         |
| 2018 | Amerykańska Gildia Charakteryzatorów i Stylistów fryzur | Najlepsza współczesna stylizacja fryzur w filmie                                | Camille Friend, Louisa Anthony, Jules Holdren                                 | Wygrana   | [ 109 ]         |
| 2018 | Amerykańska Gildia Kierowników muzycznych               | Najlepsze kierownictwo muzyczne w filmie z budżetem powyżej 25 milionów dolarów | Dave Jordan                                                                   | Nominacja | [ 110 ]         |
| 2018 | VES Awards                                              | Najlepsze efekty specjalne w filmie aktorskim                                   | Christopher Townsend, Damien Carr, Guy Williams, Jonathan Fawkner, Dan Sudick | Nominacja | [ 111 ]         |
| 2018 | VES Awards                                              | Najlepsze wirtualne zdjęcia w filmie aktorskim                                  | James Baker, Steven Lo, Alvise Avati, Robert Stipp                            | Wygrana   | [ 111 ]         |
| 2018 | Nagroda Akademii Filmowej                               | Najlepsze efekty specjalne                                                      | Christopher Townsend, Guy Williams, Jonathan Fawkner i Dan Sudick             | Nominacja | [ 112 ]         |
| 2018 | Kids’ Choice Awards                                     | Ulubiony film                                                                   | Strażnicy Galaktyki vol. 2                                                    | Nominacja | [ 113 ]         |
| 2018 | Kids’ Choice Awards                                     | Ulubiona aktorka filmowa                                                        | Zoe Saldana                                                                   | Nominacja | [ 113 ]         |
| 2018 | Kids’ Choice Awards                                     | Ulubiona aktor filmowy                                                          | Chris Pratt                                                                   | Nominacja | [ 113 ]         |
| 2018 | Saturn Awards                                           | Najlepsza adaptacja komiksu                                                     | Strażnicy Galaktyki vol. 2                                                    | Nominacja | [ 114 ] [ 115 ] |
| 2018 | Saturn Awards                                           | Najlepszy aktor drugoplanowy                                                    | Michael Rooker                                                                | Nominacja | [ 114 ] [ 115 ] |
| 2018 | Saturn Awards                                           | Najlepsza charakteryzacja                                                       | John Blake, Brian Sipe                                                        | Nominacja | [ 114 ] [ 115 ] |
| 2018 | Saturn Awards                                           | Najlepsze efekty specjalne                                                      | Christopher Townsend, Guy Williams, Jonathan Fawkner, Dan Sudick              | Wygrana   | [ 114 ] [ 115 ] |
| 2018 | Golden Trailer Awards                                   | Najlepszy spot telewizyjny dla filmu fantasy / przygodowego                     | Strażnicy Galaktyki vol. 2                                                    | Nominacja | [ 116 ]         |
| 2018 | Golden Trailer Awards                                   | Najlepsza narracja w spocie telewizyjnym                                        | Strażnicy Galaktyki vol. 2                                                    | Nominacja | [ 116 ]         |

## Kontynuacja
W kwietniu 2016 roku Kevin Feige potwierdził, że powstanie trzeci film. Rok później poinformowano, że James Gunn powróci na stanowisko reżysera i napisze scenariusz. W lipcu 2018 roku Gunn został zwolniony przez Disneya z powodu kontrowersyjnych wpisów na Twitterze w przeszłości. Jednak w marcu 2019 roku studio zdecydowało się przywrócić Gunna na to stanowisko. Premiera Strażnicy Galaktyki vol. 3 miała miejsce w 2023 roku. W głównych rolach powrócili: Chris Pratt, Zoe Saldana, Dave Bautista, Vin Diesel, Bradley Cooper, Karen Gillan, Pom Klementieff, Sean Gunn i Elizabeth Debicki.
W grudniu 2020 roku, podczas Disney Investor Day, zapowiedziano również dla Disney+ serię krótkometrażówek, Ja jestem Groot, która zadebiutowała w 2022 roku oraz film krótkometrażowy, Strażnicy Galaktyki: Coraz bliżej święta, w reżyserii i ze scenariuszem Gunna, który pojawił się w tym samym roku.
Pratt, Saldana, Bautista, Diesel, Cooper, Gillan i Klementieff powtórzyli swoje role w filmach Avengers: Wojna bez granic z 2018 i Avengers: Koniec gry z 2019 roku.